# Östermalm, Umeå
Östermalm är ett bostadsområde inom stadsdelen Öst på stan i Umeå, knappt två kilometer från centrum. Området avgränsas i norr av Östermalmsleden och i söder av bostadsområdet Öbacka, men ingår i övrigt i det rutmönster som kännetecknar stadsdelen.
Fram till 1940-talet fanns här främst småhus och gårdar, och några mindre flerfamiljshus. Det stora bostadsområdet Träsnidaren som byggdes i slutet av 1980-talet, ritat av Ralph Erskine, var med sina 9-våningshus ett helt nytt inslag för Östermalm, men har genom sin karakteristiska arkitektur blivit närmast synonymt med området.

## Fler bilder från Östermalm

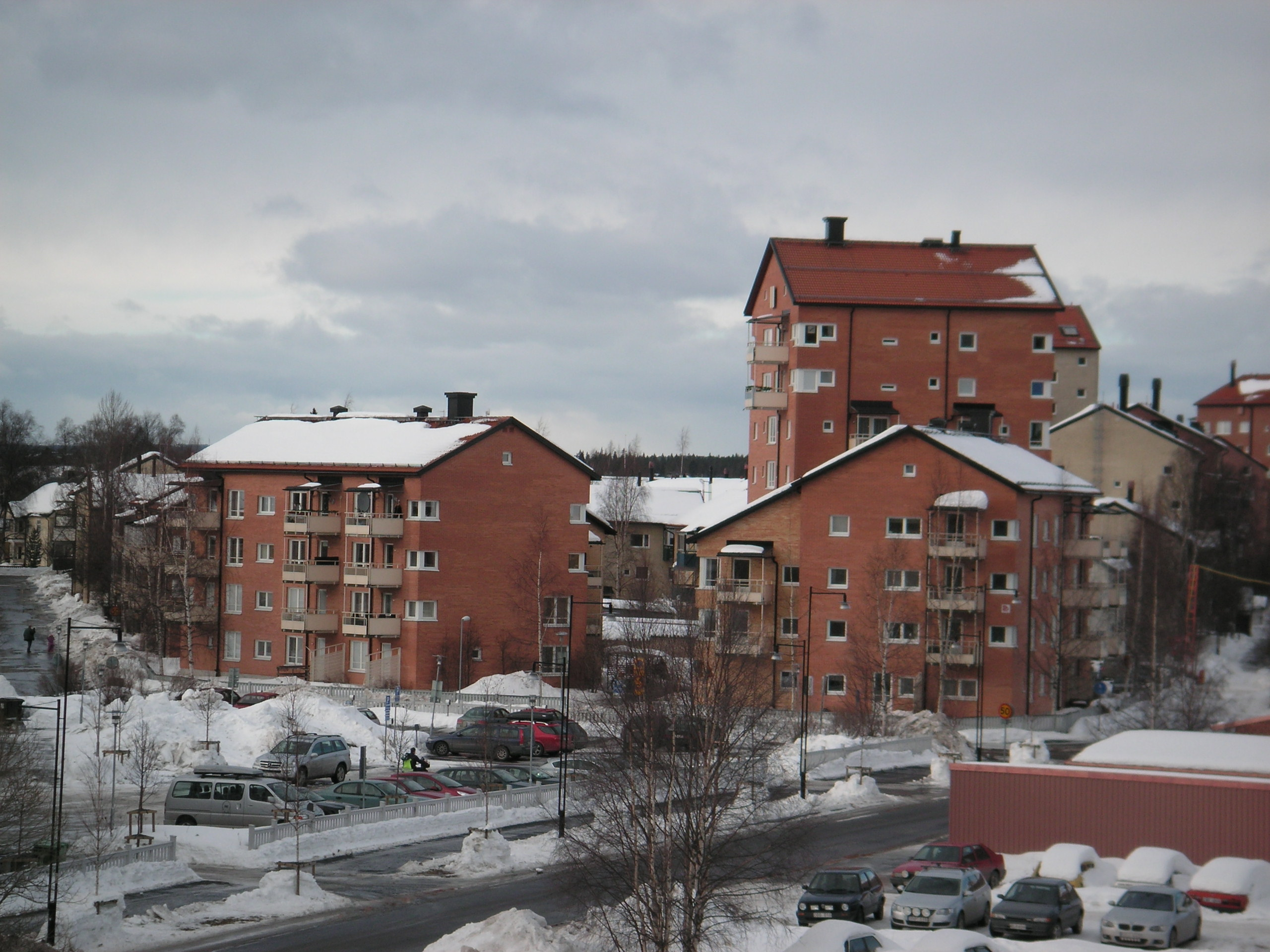
Kv. Träsnidaren.
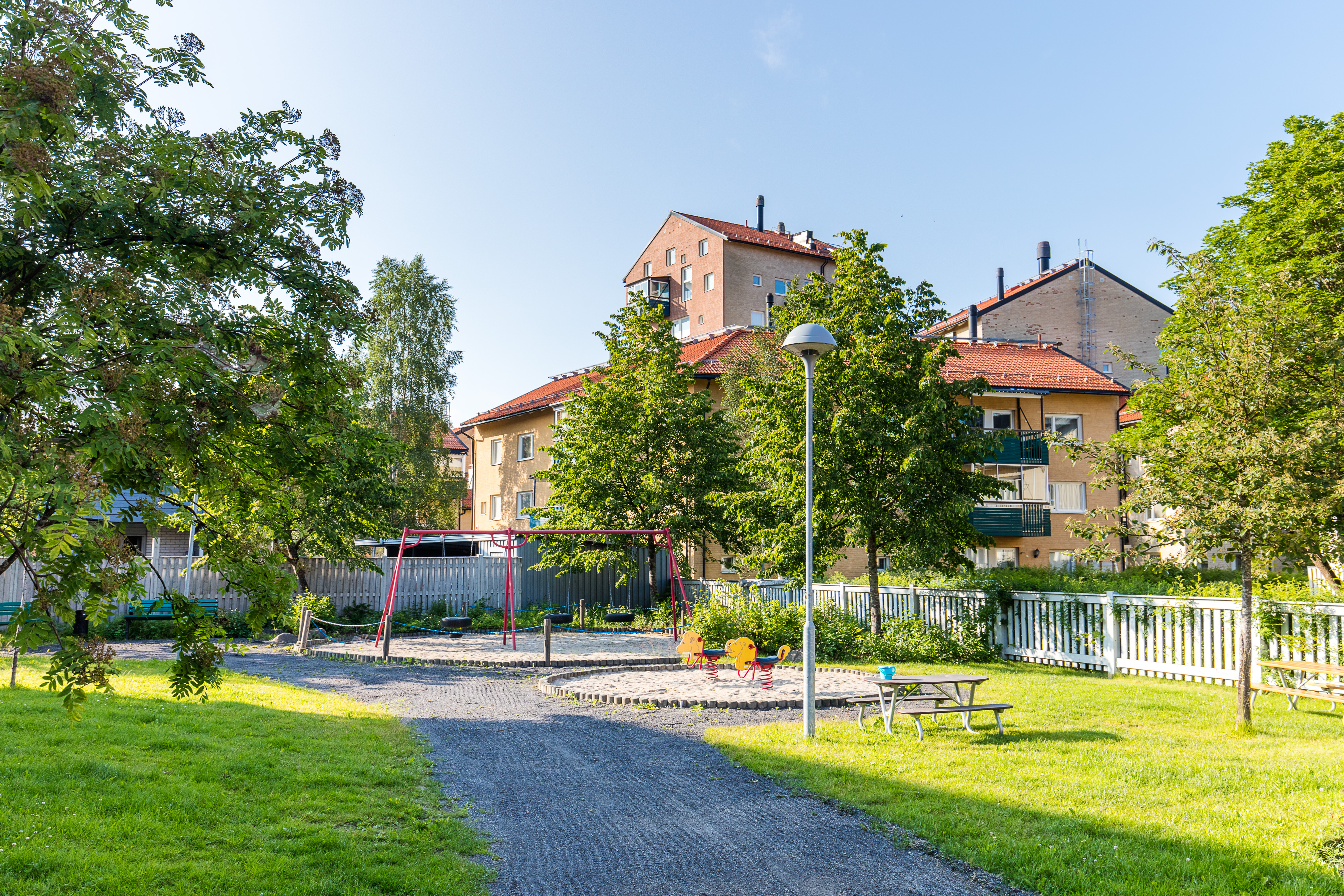
Lekplats på Östermalm.